# Víctor Urruchúa
Víctor Manuel Urruchúa Carmona (Ciudad de México; 30 de diciembre de 1905 - Ciudad de México; 27 de noviembre de 1981) fue un actor, director de cine y guionista mexicano. Apareció en 24 películas entre 1926 y 1951. También dirigió 15 películas entre 1944 y 1953.

## Filmografía
- Dos monjes (1934 - actor)
- Ángel o demonio (1947 - director)
- Seis meses de vida (1951 - director)
- Luz en el páramo (1953 - director)